# Popowia beccarii
Popowia beccarii är en kirimojaväxtart som beskrevs av Rudolph Herman Scheffer. Popowia beccarii ingår i släktet Popowia och familjen kirimojaväxter. Inga underarter finns listade i Catalogue of Life.